# Beverley Flynn
Beverley Cooper-Flynn (irisch: Beverley Ní Fhloinn; * 9. Juni 1966 im County Mayo) ist eine ehemalige irische Politikerin der Fianna Fáil, die zwischen 1997 und 2011 Mitglied des Unterhauses (Dáil Éireann) war.

## Leben
Beverley Flynn ist eine Tochter des Politikers Pádraig Flynn, der ebenfalls Mitglied des Dáil Éireann, mehrmals Minister und EU-Kommissar war. Sie selbst war als Managerin in Finanzdienstleistungsinstituten tätig und kandidierte für die Fianna Fáil bei einer wegen des Rücktritts ihres Vaters notwendigen Nachwahl am 9. Juni 1994 im Wahlkreis Mayo West erstmals für einen Sitz im Dáil Éireann, unterlag dabei jedoch dem Kandidaten der Fine Gael, Michael Ring.
Beverley Cooper-Flynn wurde bei den darauf folgenden Wahlen vom 6. Juni 1997 im Wahlkreis Mayo erstmals zum Mitglied des Dáil Éireann (Teachta Dála) gewählt. Darüber hinaus wurde sie bei den Lokalwahlen am 10. Juni 1999 mit den meisten Stimmen für die sechs im Wahlbezirk Castlebar zu vergebenden Sitze zum Mitglied des Rates des County Mayo gewählt. Dem Dáil Éireann gehörte sie nach ihrer Wiederwahl bei den Wahlen am 17. Mai 2002 seit dem 5. Mai 2004 als fraktionslose Abgeordnete an. Zuvor war bekannt geworden, dass sie als Finanzberaterin für die National Irish Bank illegale Tipps zur Steuerhinterziehung gegeben hatte, woraufhin sie zum Austritt aus der Fianna Fáil-Fraktion gezwungen wurde.
Bei den Wahlen am 24. Mai 2007 trat Beverley Flynn als Parteilose an und wurde im Wahlkreis Mayo wieder zum Mitglied des Unterhauses gewählt. Am 8. April 2008 schloss sie sich wieder der Fianna Fáil-Fraktion an und gehörte dem Dáil Éireann bis zu den Wahlen am 25. Februar 2011 an. Zuvor hatte sie auf eine erneute Kandidatur bei diesen Wahlen verzichtet.